# Hume (Illinois)
Hume é uma vila localizada no estado americano de Illinois, no Condado de Edgar.

## Demografia
Segundo o censo americano de 2000, a sua população era de 382 habitantes.
Em 2006, foi estimada uma população de 373, um decréscimo de 9 (-2.4%).

## Geografia
De acordo com o United States Census Bureau tem uma área de
1,3 km², dos quais 1,3 km² cobertos por terra e 0,0 km² cobertos por água. Hume localiza-se a aproximadamente 221 m acima do nível do mar.

## Localidades na vizinhança
O diagrama seguinte representa as localidades num raio de 16 km ao redor de Hume.